# Allocosa fasciiventris
Allocosa fasciiventris är en spindelart som först beskrevs av Dufour 1835.  Allocosa fasciiventris ingår i släktet Allocosa och familjen vargspindlar.
Artens utbredningsområde är Spanien. Inga underarter finns listade i Catalogue of Life.